# Mars Express
A Mars Express az első európai marskutató űrszonda. Sikeresen pályára állt a Mars körül és több éve végez megfigyeléseket. Magával vitte a brit Beagle 2 leszálló egységet, amellyel leszállás közben megszakadt a kapcsolat, de 2015-ben egy amerikai műhold megtalálta a Beagle 2 roncsait a kamerájával.

## Küldetés
A Mars Express 2003. június 2-án indult Szojuz rakétával Bajkonurból. A küldetés szempontjából kritikus pillanat 2003. december 19-én következett be, amikor az anya-űrszondáról megkezdődött a Beagle 2 leszállóegység leválása, mert a Beagle 2-nek nincs saját hajtóműve. A Mars Express már december 16-án ütköző pályára állt, amely biztosította a leszállóegység számára a bolygó elérését. Még néhány napig ezen a pályán maradt, majd módosította azt, hogy a bolygóba való becsapódást elkerülje. A Beagle 2-vel leszállás közben megszakadt a kapcsolat.
Miután 2003. december 25-én, közép-európai idő szerint 03:47-re befejeződött az igen fontos MOI nevű (Mars Orbit Insertion) manőver, – azaz a fékezőhajtóművek olyan működtetése, melyek a Mars Express-t a Mars körüli pályára állították, – kialakult az első keringési pálya. Ez egy olyan elnyúlt ellipszispálya, melynek Mars-közeli pontja 400 km, míg Mars-távoli pontja 188 000 km magasan húzódott a bolygó felett.
2003. december 30-án reggel, közép-európai idő szerint 09:00-kor a darmstadti irányítóközpont utasítására a Mars Express négy percig működtette főhajtóművét, s ennek eredményeként megváltozott a keringési pálya marsi egyenlítővel bezárt szöge. A Mars Express egy poláris, 300 x 10 000 km-es, erősen elnyújtott ellipszis alakú pályára állt. Az újabb pályamódosításnak köszönhetően 2004. január 4-én egy alacsonyabb pálya alakult ki.
2004. január 7-én a Mars Express 315 km-es magasságban repült el a Beagle–2 leszállóhelye felett, és a leszállóegység jeleit kereste, de nem sikerült kapcsolatot létesítenie. A Mars Express UHF-sávos rádióvevője a leszállási területről érkező leggyengébb rádiójelek vételére is alkalmas, így amennyiben a Beagle–2 túlélte volna a leszállást, az űrszondának fognia kellett volna a jeleit. A Mars Express Földre továbbított adatait az ausztráliai Deep Space Network állomás vette és továbbította a németországi központba, ahol feldolgozták az adatokat és köztük a Beagle–2 rádiójeleit is keresték.
Miközben a Mars Express fokozatosan elfoglalta végső, térképezési pályáját, a küldetés irányítói megkezdték a tudományos műszerek kalibrációját és használatát. Elsőként a nagy felbontású sztereókamera (HRSC) készített felvételt, miközben észak-déli irányban elhaladt a Valles Marineris kanyon felett.
A MARSIS műszer több szegmensből álló antennáinak egyikét 2005 május első felében sikeresen kinyitották: először 10 szegmens rendben kinyílt, majd miután a napfény hatására felmelegedett, mind a 13 szegmens elnyerte kívánt állapotát. A második antenna kinyitásakor az előző antenna nyitásához hasonlóan jártak el, a szondát a Nap felé fordítva folyamatosan melegítették. Magasabb hőmérsékleten kisebb volt annak a valószínűsége, hogy a harmonikaszerűen összecsukott antenna beragad. Számolni kellett még azzal is, hogy az antenna a kinyílás után veszélyes mértékben megrázza az űrszondát, olyannyira, hogy az akár a többi műszer épségét, akár a földi kapcsolat fenntartását is veszélyeztesse. A szonda a manőverek és a művelet befejezése után a Föld felé fordította parabolaantennáját, s megkezdte a telemetriai adatok sugárzását.
A Mars Express eredetileg 2005. decemberéig szolgált volna, de a küldetést egy marsi évvel (23 hónappal) meghosszabbították.
2011. október 16-án ideiglenesen leállították a Mars Express tudományos megfigyeléseit, miután egy sor szoftverhibára került sor. A 12 Gb-s, SSMM (solid-state mass memory) memóriaegység – mely a Földre küldés előtt eltárolja a tudományos és műszaki adatokat – egy sor „biztonsági módot” tapasztalt meg 2011. augusztusa után.
A küldetést másodjára is meghosszabbították (először 2009 májusáig). A küldetés jelenleg a tervek szerint a 2020-as évekig tart. Az űrszonda feladatai a második hosszabbítás alatt: a felszín alatti réteg vizsgálata, a felső atmoszféra vizsgálata eltérő napsugárzási körülmények között, metán megfigyelése a légkörben és a felszín nagy felbontású térképezése.
A keringő egység navigálásában és például az antennájának a Föld felé való irányításában is hat db giroszkóp vesz részt. Ezek közül négynél az elhasználódás jeleit tapasztalták, ami azzal járt volna, hogy a küldetés 2019 során navigálási hiba miatt véget ér. Ennek elkerülésére azt a megoldást választották, hogy a műhold navigálását az eddig kisegítő szerepben használt két db kamera veszi át, amiket eddig úgy használtak, hogy a kamerák az égbolt csillagairól készítettek felvételeket, és ezek alapján egy szoftver meghatározta a műhold helyzetét. 2018-tól ez a két kamera nagyobb részben lesz felelős a navigálási feladatokért, és a giroszkópokat csak a pontosítás érdekében fogja a szonda időnként bekapcsolni, ezzel azok élettartama évekkel meghosszabbítható. A módosításhoz a szonda szoftverét átírták, és több hónapos teszt után 2018 áprilisában felsugározták a műhold memóriájába.

## Műszerek
- MARSIS (Sub-Surface Sounding Radar/Altimeter): egy 40 méter hosszú antennát használva főleg a felszín alatti rétegeket tanulmányozza.
- HRSC (High Resolution Stereo Camera): nagy felbontású színes képeket készít a Marsról.
- OMEGA (Visible and Infrared Mineralogical Mapping Spectrometer): a felszín összetételét tanulmányozza.
- SPICAM (Ultraviolet and Infrared Atmospheric Spectrometer): a légkör összetételét tanulmányozza.
- PFS (Planetary Fourier Spectrometer): a légköri alkotóelemeket vizsgálja.
- ASPERA (Energetic Neutral Atoms Analyser): a felső légkört vizsgálja, és a napszél-légkör kölcsönhatást.
- MaRS (Mars Radio Science Experiment) a gravitációs tér változásaiból tanulmányozzák a légkört és a bolygó belsejét.